# حوزه انتخابیه شاهین‌دژ و تکاب
حوزهٔ انتخابیه شاهین‌دژ و تکاب یکی از ۱۰ حوزه از حوزه‌های استان آذربایجان غربی برای انتخابات مجلس شورای اسلامی است. این حوزه به مرکزیت شاهین‌دژ، ۱ نماینده دارد.
این حوزه تا پیش از سال ۱۳۹۵ به همراه حوزه انتخابیه میاندوآب «حوزه انتخابیه میاندوآب، شاهین‌دژ و تکاب» را تشکیل می‌داد که به مرکزیت میاندوآب، ۲ نماینده داشت.

## نمایندهدوره یازدهم
- حسن همتی

## نمایندهدوره دوازدهم
- محمد میرزایی[۲]

## پی‌نوشت و منبع
1. ↑  «نمایندگان مجلس شورای اسلامی با تفکیک حوزه انتخابیه شاهین‌دژ و تکاب از میاندوآب موافقت کردند» بایگانی‌شده  در ۲۴ نوامبر ۲۰۱۸ توسط Wayback Machine. خبرگزاری خانه ملت
2. ↑  «نتایج انتخابات مجلس شورای اسلامی در آذربایجان غربی - اورنا نیوز». urnanews.ir. دریافت‌شده در ۲۰۲۴-۰۴-۰۱.

- «جدول حوزه‌های انتخابیه در انتخابات دهمین دورهٔ مجلس شورای اسلامی» (PDF). مرکز پژوهش و سنجش افکار صدا و سیما. بایگانی‌شده از اصلی (PDF) در ۵ اكتبر ۲۰۱۸. دریافت‌شده در ۳۱ مه ۲۰۲۰. تاریخ وارد شده در |archive-date= را بررسی کنید (کمک)